# Симона Галинова
Симона Галинова е български модел. Тя е първата транссексуална участничка в конкурса Мис Плеймейт за България.

## Биография
Родена е около 1995 г. или 1997 г. в град Пловдив.
На 16 години осъзнава, че се чувства като жена, тоест има полова дисфория. Прави си операция за смяна на биологичния пол в Бразилия.
Тя споделя в интервю как не е имала проблеми със своите близки и винаги са я подкрепяли. В същото интервю отказва да разкрие рожденото си име, заявявайки „Аз съм само Симона Галинова и нищо друго вече.“ Работи като фотомодел и се занимава с еротични танци.
През средата на 2020 г. участва в конкурса „Мис Плеймейт“ на списание „Плейбой“ и успява да се класира като една от топ десетте финалистки.
Участието ѝ предизвиква полемика спрямо конкурса, включително и обвинения че не е родна пловдивчанка и не си е правила операция на половите органи, но тя получава подкрепа от Любен Дилов-син, главен редактор на Playboy и един от собствениците на лиценза на конкурса за България. Той заявява, че „Регламентът произхожда от името – даже не е „мис Плеймейт“, а Playmate of the Year 2020 за Playboy TV – т.е. всеки, който се чувства „игриво момиче“ - независимо от възраст, пол, етнос, религия или занятие - е добре дошъл.“
Галинова е втората транссексуална участничка в Мис Плеймейт след лично одобрената от Хю Хефнър французойка Инез Рау.